# Lion Island (New South Wales)
Lion Island är en ö i Australien. Den ligger i delstaten New South Wales, i den sydöstra delen av landet, omkring 35 kilometer norr om delstatshuvudstaden Sydney. Arean är 0,15 kvadratkilometer. Genomsnittlig årsnederbörd är 1 380 millimeter. Den regnigaste månaden är februari, med i genomsnitt 200 mm nederbörd, och den torraste är juli, med 36 mm nederbörd.